# Wybory parlamentarne w Bhutanie w 2018 roku
Wybory parlamentarne w Bhutanie w 2018 roku do Zgromadzenia Narodowego miały miejsce 15 września 2018 roku oraz 18 października 2018 roku. Rezultatem wyborów było zwycięstwo partii Druk Nyamrup Tshogpa (DNT), która zdobyła 30 z 47 mandatów. Wybory były trzecimi wyborami powszechnymi w Bhutanie odkąd były Król Jigme Singye Wangchuck rozpoczął proces demokratyzacji państwa.

## Tło
Zgodnie z prawem Komisja Wyborcza musi ogłosić datę, nie później niż 90 dni przed wygaśnięciem kadencji obecnego Zgromadzenia Narodowego, podczas której Król wydaje królewski dekret wzywający do wyborów parlamentarnych oraz rozpoczynający proces wyborczy, by Zgromadzenie Narodowe zostało odtworzone w przeciągu 90 dni od jego wygaśnięcia, ponieważ kadencja Zgromadzenia wybrana w 2013 r. miała swoje pierwsze posiedzenie 11 września 2013 roku (zgodnie z prawem kadencja Zgromadzenia trwa 5 lat od pierwszego posiedzenia), Król wydał dekret 17 sierpnia 2018 roku.
Zgodnie z prawem, wybory muszą odbyć się w dwóch rundach. Dwie partie z najwyższymi wynikami z pierwszej rundy przechodzą do drugiej. 

## Pierwsza runda
Pierwsza runda odbyła się 15 września 2018 roku. 
Do wyborów było zarejestrowanych 438 663 osób. Frekwencja wynosiła 66,36%.
W jej wyniku do drugiej rundy przeszły partie:  Druk Nyamrup Tshogpa (DNT) z wynikiem 31,85% oraz Druk Phuensum Tshogpa (DPT) z wynikiem 30,92%. A reszta partii uzyskała wyniki: Ludowo-Demokratyczna Partia Bhutanu - 27,44%, a Partia Kuen-Nyam  - 9,78%.

## Druga runda
Druga runda odbyła się 18 października 2018 roku.
Do wyborów było zarejestrowanych 438 663 osób. Frekwencja wynosiła 71,46%.
W jej wyniku wybory do Zgromadzenia Narodowego wygrała partia Druk Nyamrup Tshogpa (DNT) uzyskując 30 mandaty (54,95%). Partia Druk Phuensum Tshogpa (DPT) uzyskała 17 mandatów (45,05%).
W rezultacie wyborów Premierem został Lotay Tshering.

## Wyniki
| Party                                 | Party                               | Pierwsza runda | Pierwsza runda | Druga runda | Druga runda | Druga runda | Druga runda |
| Party                                 | Party                               | Głosy          | %              | Głosy       | %           | Mandaty     | +/–         |
| ------------------------------------- | ----------------------------------- | -------------- | -------------- | ----------- | ----------- | ----------- | ----------- |
|                                       | Druk Nyamrup Tshogpa                | 92,722         | 31,85          | 172,268     | 54,95       | 30          | +30         |
|                                       | Druk Phuensum Tshogpa               | 90,020         | 30,92          | 141,205     | 45,05       | 17          | +2          |
|                                       | Ludowo-Demokratyczna Partia Bhutanu | 79,883         | 27,44          |             |             | 0           | –32         |
|                                       | Partia Kuen-Nyam                    | 28,473         | 9,78           | 0           | 0           |             |             |
| Razem                                 | Razem                               | 291,098        | 100            | 313,473     | 100         | 47          | 0           |
| Zarejestrowani wyborcy/frekwencja     | Zarejestrowani wyborcy/frekwencja   | 438,663        | 66,36          | 438,663     | 71,46       | –           | –           |
| Źródło: Election Commission of Bhutan |                                     |                |                |             |             |             |             |